# Der Kommissar und sein Lockvogel
Der Kommissar und sein Lockvogel (Originaltitel: Dernier domicile connu) ist ein französisch-italienischer Kriminalfilm von José Giovanni aus dem Jahr 1970 mit Lino Ventura und Marlène Jobert in den Hauptrollen. Der Film wurde in der DDR unter dem Titel Gesucht wird: Roger Martin veröffentlicht.

## Handlung
Inspektor Leonetti ist ein erfahrener und hart zupackender Ermittler der Pariser Polizei. Für seine Verdienste wurde er mit dem Band der Ehrenlegion ausgezeichnet. 

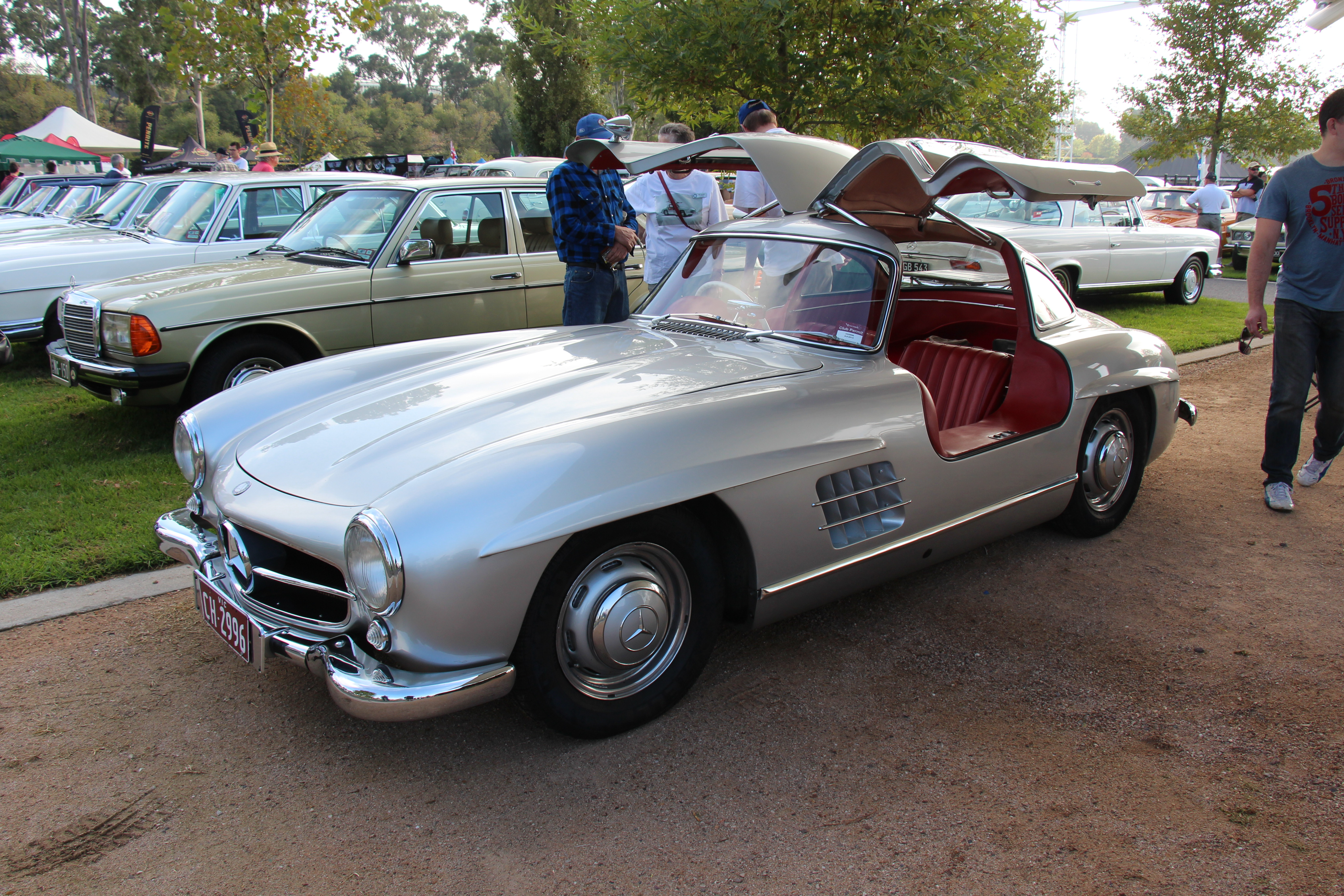
Mercedes Benz 300 SL der Trunkenheitsszene

Nachdem er den Sohn eines einflussreichen Anwalts bei einer Trunkenheitsfahrt im Bois de Boulogne verhaftet und zur Blutprobe auf ein Polizeirevier gebracht hat, gerät er durch Intrigen und Ränkespiele in Schwierigkeiten. Unter anderem wird behauptet, er sei voreingenommen, da er durch die Schuld eines Rasers Frau und Tochter bei einem Unfall verloren habe; sogar eine psychiatrische Untersuchung wird empfohlen. Um ihn fürs Erste aus der Schusslinie zu nehmen, wird Leonetti versetzt. In dem neuen Polizeirevier wird ihm die junge Polizistin Jeanne Dumas zur Seite gestellt. Sie sollen Sittenstrolche in Kinos dingfest machen, wobei Dumas den Lockvogel spielt. Sie bewundert Leonetti sehr. Doch dann bittet der Staatsanwalt Frank Lambert Leonetti um Hilfe. Die Polizei sucht vergeblich einen Zeugen, Roger Martin. Ohne seine Aussage kann der Verbrecher Soramon nicht verurteilt werden. Martin ist untergetaucht und bis zum entscheidenden Prozess verbleiben nurmehr sieben Tage. Leonetti macht sich mit Dumas auf die Suche. Aber auch die Komplizen von Soramon suchen Martin, um ihn vor dem entscheidenden Prozess auszuschalten. Martin hat aus Angst vor den Verbrechern öfter den Wohnort gewechselt. Leonetti findet heraus, dass Martin eine Tochter hat; sie ist in ärztlicher Behandlung. Bei Apotheken suchen Leonetti und Dumas nach Hinweisen; Leonetti durchforstet mit unglaublicher Geduld Berge von Papieren. Eines Nachts werden die beiden endlich fündig. Auf der Straße steht Leonetti Soramons Häschern gegenüber, die ihn beschatten und ihm nun die Adresse abnehmen wollen; er kann sie aber täuschen, wehrt sich seiner Haut mit Faust und Schlagring und wird schwer lädiert. Nach einem Arztbesuch können Leonetti und Dumas dann Martin und seine Tochter aufspüren. Sie können Martin überreden, im Prozess gegen Soramon auszusagen, so dass Soramon verurteilt wird. Danach wird er jedoch von Soramons Handlanger Greg getötet. Dumas macht Leonetti schwere Vorwürfe. Dieser habe mit der Ermordung Martins nach der Zeugenaussage rechnen müssen. Sie wendet sich desillusioniert von Leonetti ab und wirft ihm vor, dass es ihm lediglich um die Erfüllung eines dienstlichen Auftrags gegangen sei und seine Arbeit das Todesurteil für Martin bedeutet habe.

## Wissenswertes
- Der Film beruht auf dem Roman The Last Known Address von Joseph Harrington.[1]
- Die Filmmusik wurde im Titel Supreme von Robbie Williams verwendet.
- Der Film wurde in Paris und dem Vorort Cachan vom 29. September bis 29. November 1969[2] gedreht.[3]
- Am Ende des Films wird das Zitat « Car la vie est un bien perdu quand on n’a pas vécu comme on l’aurait voulu. (Denn das Leben ist ein verlorenes Gut, wenn man nicht so gelebt hat, wie man hätte leben wollen.) »[4][5] des rumänischen Dichters George Coșbuc eingeblendet. Im Abspann wird es irrtümlich Mihai Eminescu zugeschrieben.
- Die französische TV-Erstausstrahlung am 19. Oktober 1997 auf Arte erreichte mit 2,446 Millionen Zuschauern eine recht hohe Einschaltquote.[6]

## Kritik
- Das Lexikon des internationalen Films urteilt: „Menschlich packender und darstellerisch hervorragender Kriminalfilm, der trotz formaler Unebenheiten eine psychologisch stimmige Charakter- und Milieustudie zeichnet“[7]
- Prisma lobt: „Auch wenn Lino Ventura als einzelgängerischer Hardliner hier eine seiner typischen Rollen abliefert, handelt es sich um einen überdurchschnittlichen Krimi. Denn das Werk von José Giovanni, der mit Ventura im Jahr zuvor auch den Thriller ‚Im Dreck verreckt‘ verwirklichte, ist nicht nur spannend, sondern auch überaus gesellschaftskritisch. Giovanni und Ventura arbeiteten 13 Jahre später zum dritten und letzten Mal miteinander, als sie die Abenteuerkomödie Der Rammbock drehten.“[8]
- Die ARD schreibt: „José Giovanni hat hier für Lino Ventura eine Rolle geschrieben, in der dieser sich von seiner besten Seite zeigen konnte. Leonetti ist ein Mann ohne Illusionen, mit einer gehörigen Portion Zynismus, um sich gegen die Widrigkeiten des Berufs und des Lebens behaupten zu können, aber nicht ohne verhaltene Sympathie für die junge Anfängerin, die noch Ideale hat. Weniger idealistisch demonstriert der gebürtige Korse Giovanni, vor seiner Karriere als Drehbuchautor und Regisseur selber mit dem Gesetz in Konflikt gekommen, gleich zu Anfang des Films, wie sich das Recht auch drehen, wenden und missbrauchen lässt.“[9]